# Giacomo Sanvitale
Giacomo Sanvitale (né le 20 février 1668 à Parme, alors dans le duché de Parme et Plaisance et mort le 5 août 1753  à Bologne, dans les États pontificaux) est un historien italien du XVIIIe siècle.

## Biographie
Né le 20 février 1668 à Parme, d’une famille ancienne, à peine âgé de seize ans, il prit à Bologne l’habit religieux dans la Compagnie de Jésus. Son noviciat accompli, il alla enseigner les humanités à Vicence et dans d’autres villes, puis, entré dans les ordres, il se consacra pendant quelque temps à la prédication. Ensuite il occupa successivement à Vérone les chaires de philosophie, de mathématiques et de théologie. Le climat de cette ville lui étant contraire, il fut transféré en 1706 à Ferrare, où, après avoir été pendant deux ans confesseur au collège des nobles, il fut appelé à la chaire de théologie qu’il occupa avec distinction pendant dix-neuf ans. Il mourut à Bologne le 5 août 1753.

## Œuvres
- Guerre entre Charles IV, empereur d’Autriche, et Achmet III, grand-seigneur des Turcs, avec le traité et la trêve de Passarovitz, Venise, 1724, in-8° (sous le pseudonyme de P. Agostino Umicalia) ;
- Mémoires historiques de la guerre entre la maison impériale d’Autriche et la royale maison de Bourbon pour les États de la monarchie espagnole, depuis l’année 1701 jusqu’en 1713, Venise, 1732, in-4° ; seconde édition, ibid., 1734, in-4°. Elles ne portent toutes deux au frontispice que les initiales du pseudonyme déjà cité.
- Vie et campagnes du prince Eugène de Savoie, Venise, 1738 et 1739, in-4°, sans nom d’auteur ;
- Notices sur les faits d’armes entre les princes belligérants, pendant les six premières années de la guerre de succession après la mort de l’empereur Charles VI, avec un choix d’actions remarquables des généraux et soldats italiens dans le XVIIe siècle, Utrecht (Venise), 1752, in-4°. La seconde partie de cet ouvrage fut aussi imprimée séparément. Dans les dernières années de sa vie, Sanvitale eut à soutenir une polémique des plus vives avec les PP. Daniele Concina et Giovanni Vincenzo Patuzzi.